# Listă de localități din cantonul Uri
Cantonul Uri, a avut în anul 2009, 20 de comune.
| Stema         | Numele comunei | Locuitori 31 decembrie 2008 | Suprafața in km² | Locuitori /km² |
| ------------- | -------------- | --------------------------- | ---------------- | -------------- |
| Altdorf       | Altdorf (UR)   | 8623                        | 10.21            | 845            |
| Andermatt     | Andermatt      | 1242                        | 62.20            | 20             |
| Attinghausen  | Attinghausen   | 1591                        | 46.89            | 34             |
| Bauen         | Bauen          | 186                         | 3.78             | 49             |
| Bürglen       | Bürglen (UR)   | 3920                        | 53.01            | 74             |
| Erstfeld      | Erstfeld       | 3764                        | 59.12            | 64             |
| Flüelen       | Flüelen        | 1936                        | 12.42            | 156            |
| Göschenen     | Göschenen      | 436                         | 104.16           | 4              |
| Gurtnellen    | Gurtnellen     | 649                         | 83.35            | 8              |
| Hospental     | Hospental      | 189                         | 35.00            | 5              |
| Isenthal      | Isenthal       | 539                         | 60.99            | 9              |
| Realp         | Realp          | 153                         | 78.04            | 2              |
| Schattdorf    | Schattdorf     | 4907                        | 16.31            | 301            |
| Seedorf       | Seedorf (UR)   | 1680                        | 15.47            | 109            |
| Seelisberg    | Seelisberg     | 648                         | 13.34            | 49             |
| Silenen       | Silenen        | 2251                        | 144.77           | 16             |
| Sisikon       | Sisikon        | 369                         | 16.33            | 23             |
| Spiringen     | Spiringen      | 903                         | 64.73            | 14             |
| Unterschächen | Unterschächen  | 729                         | 80.33            | 9              |
| Wassen        | Wassen         | 447                         | 96.89            | 5              |